# Skogsbruksfilosofier
Skogsbruksfilosofier är någon form av grundläggande moraliska eller filosofiska riktlinjer eller principer för hur skogsbruk bör bedrivas. Kontinuitetsskogsbruk, hyggesfritt skogsbruk, naturkultur, naturnära skogsbruk, Lübeckmodellen och måldiameterhuggning är exempel på sådana begrepp. Motiven för de olika principerna varierar men gemensamt är att de beskriver grundläggande principer för hur enskilda ingrepp ska utföras. Gemensamt för flera av begreppen är dessutom att de i huvudsak definieras av vad man inte gör, exempelvis att man inte kalhugger. Däremot innehåller inget av begreppen någon konkret modell eller plan för hur skogen ska utvecklas och brukas på lång sikt.  